# Kanra
Kanra (甘楽町 Kanra-machi?) es un pueblo en la prefectura de Gunma, Japón, localizado en la parte central de la isla de Honshū, en la región de Kantō. El 1 de marzo de 2021 tenía una población estimada de 12 567 habitantes y una densidad de población de 214 personas por km².

## Geografía
Kanra se encuentra en la parte suroeste de la prefectura de Gunma. Limita con las ciudades de Fujioka, Takasaki y Tomioka y con el pueblo de Shimonita.

## Historia
Durante el período Edo, el área del actual Kanra era en gran parte parte del dominio Obata, un dominio feudal bajo el shogunato Tokugawa en la provincia de Kōzuke. Las villas de Obata, Akihata, Fukushima y Niiya se crearon en el distrito de Kitakanra el 1 de abril de 1889. En 1925, Obata fue elevada al estatus de pueblo y en 1950 el distrito de Kitakanra pasó a llamarse Kanra. La villa de Akihata se fusionó con Obata en 1955, mientras que Fukushima y Niiya el 1 de febrero de 1959, creando el actual pueblo de Kanra.

## Demografía
Según los datos del censo japonés, la población de Kanra se ha mantenido relativamente estable en los últimos 50 años.
| Gráfica de evolución demográfica de Kanra entre 1960 y 2015 |
|                                                             |
| Oficina de Estadística de Japón                             |